# Тосьодайдзі
34°40′32″ пн. ш. 135°47′05″ сх. д. / 34.675586111111° пн. ш. 135.78483333333° сх. д.

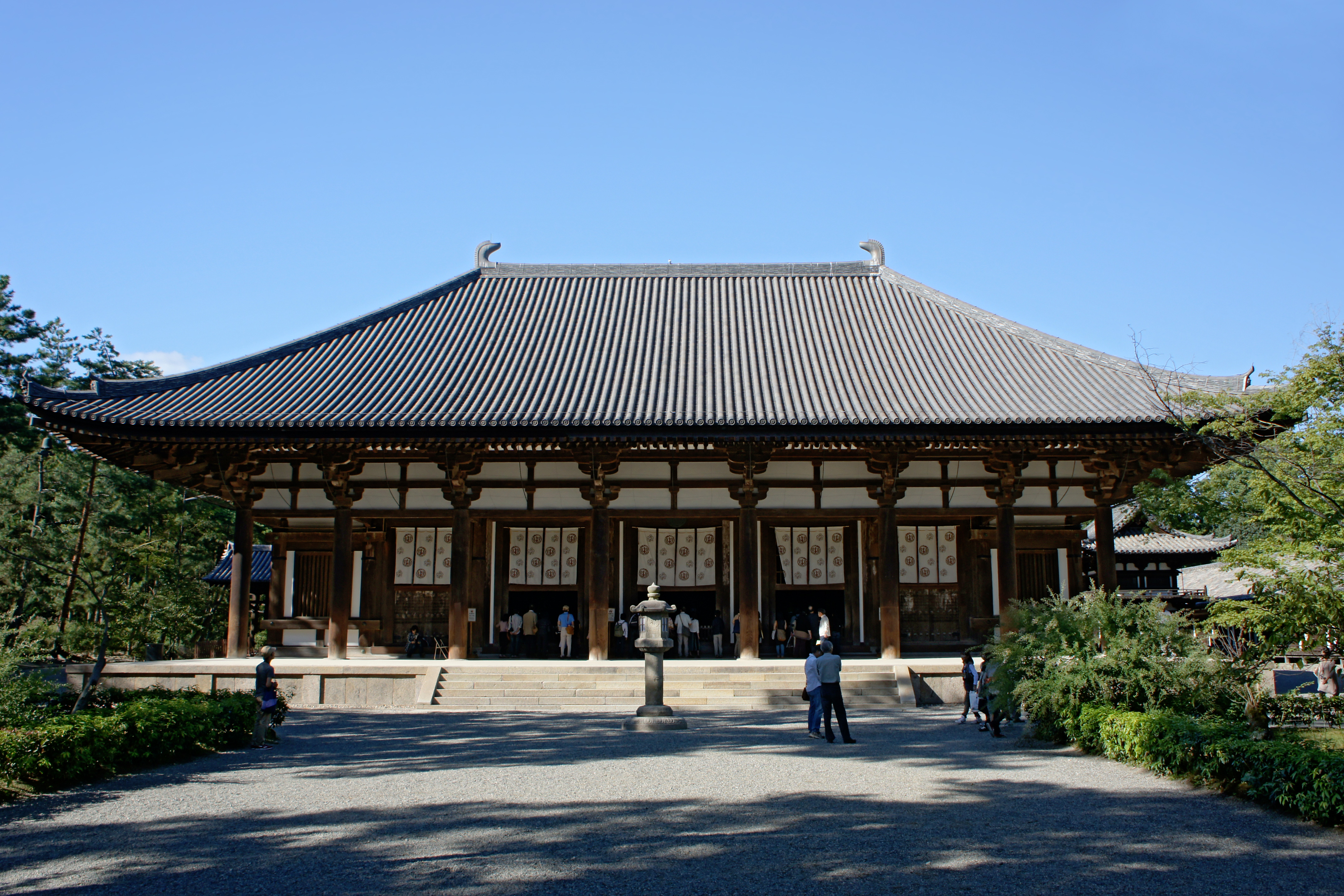
Будівля «Золотої зали» монастиря Тосьодайдзі.

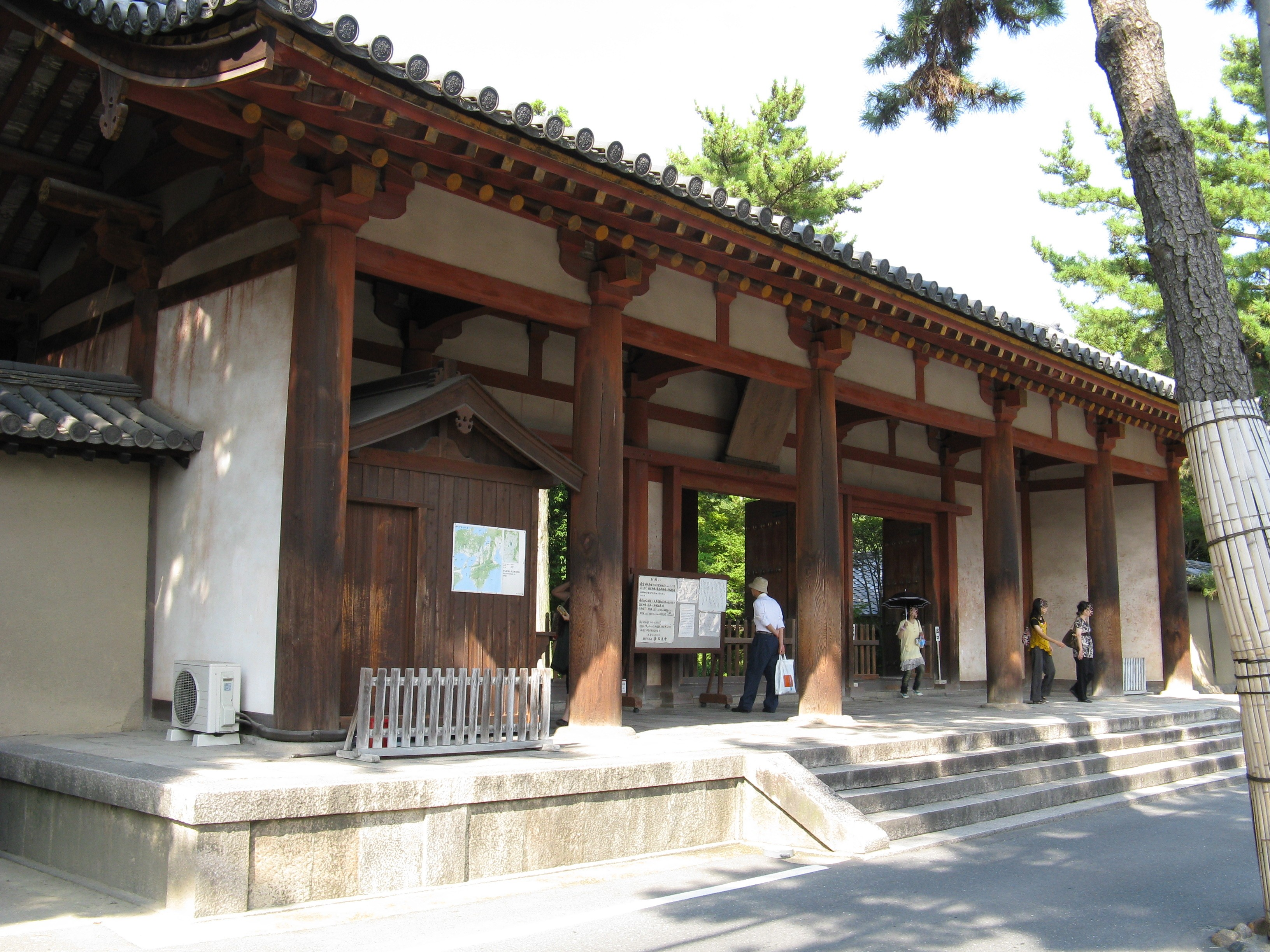
Південні ворота монастиря

Тосьо́дайдзі (яп. 唐招提寺, とうしょうだいじ, «Монастир для ченця з Тан») — буддистський монастир в Японії, в місті Нара префектури Нара. Головний осередок секти Ріссю. Об'єкт Світової Спадщини ЮНЕСКО в Японії, Національний скарб Японії.

## Короткі відомості
Тосьодайдзі був заснований 759 року китайським ченцем з імперії Тан, Ґандзіном. Він заклав на території монастиря Павільйон дисципліни і Залу для медитацій секти Ріссю.
Після смерті ченця, його учні спорудили головний храм монастиря — Золоту залу, а у IX столітті перенесли з території Імператорського палацу колишньої столиці Хейдзьо Палац зборів, який перетворили на Лекційну Залу. Згодом були прибудовані Комора для зберігання сутр та Скарбниця. На початку XX століття ці будівлі були занесені до списку Національних скарбів Японії.
Цінними творами, які зберігаються у Тосьодайдзі, є статуя будди Вайрочани з Золотої зали, образ будди Якусі і скульптура сидячого ченця Ґандзіна. Ці шедеври зареєстровані як Національні скарби, що представляють образотворче мистецтво культури Темпьо періоду Нара.
У 1998 році Тосьодайдзі було зараховано до Світової Спадщини ЮНЕСКО в складі групи старожитностей «Культурні пам'ятки стародавньої Нари».